# Francisco Mayorga
Francisco Mayorga Balladares (10 de abril de 1949) es un escritor y economista nicaragüense especializado en finanzas internacionales y desarrollo económico. 
Durante veinte años fue profesor de economía empresarial y finanzas corporativas en el Instituto Centroamericano de Administración de Empresas (INCAE), una de las principales escuelas de negocios de América Latina.
En la década de los ochenta fue miembro de la Junta Directiva del Banco Centroamericano de Integración Económica (BCIE), la mayor institución financiera de la región. También en los años ochenta, el señor Mayorga trabajó por la causa de la paz en Centroamérica, fungiendo como Secretario Ejecutivo de la Comisión Internacional para la Recuperación y el Desarrollo de Centroamérica (Comisión Sanford). Bajo la presidencia de Violeta Chamorro fue presidente del Banco Central de Nicaragua, poniendo en marcha la reforma monetaria basada en el Córdoba Oro, que sirvió para poner fin a la mayor hiperinflación en la historia de América Latina.
En 1995 fundó el Banco del Café de Nicaragua, desempeñándose como su presidente hasta el año 2000, cuando en medio de una crisis bancaria colapsó junto con la mitad de las instituciones financieras del país.
Por ser un activo opositor demócrata cristiano al gobierno de Arnoldo Alemán, Mayorga fue un perseguido político, siendo encarcelado durante dos años y medio. Mayorga asumió su propia defensa, demostrando la falsedad de los cargos que se le imputaban ante dos jurados sucesivos (2001 y 2003). Ambos jurados proclamaron su inocencia. El Comisionado de Derechos Humanos denunció que en el caso de Mayorga se había realizado un doble juicio (bis in idem) y que había ocurrido retardación de justicia.

## Trayectoria Profesional y Académica
Francisco Mayorga tiene un doctorado (1986) y dos grados de maestría (1985, 1972) de la Universidad de Yale.
Durante veinte años fue profesor de economía empresarial y finanzas corporativas en el Instituto Centroamericano de Administración de Empresas (INCAE), una de las principales escuelas de negocios de América Latina.
En 2003 retornó a la academia como Rector del Instituto Internacional Albertus Magnus, una entidad académica regional dedicada a la investigación y la formación en gerencia de exportaciones y negocios internacionales.
En 2009-2010 fue vocero por Centroamérica en la negociación del instrumento financiero del Acuerdo de Asociación con la Unión Europea.
Mayorga fungió como Rector de Albertus Magnus durante ocho años, renunciando en junio de 2011 para servir en el Directorio del Banco Interamericano de Desarrollo (BID) en Washington. Allí fungió como Director Ejecutivo por Centroamérica en los Directorios del BID y la Corporación Interamericana de Inversiones (BID Invest), y por Nicaragua en el Fondo Multilateral de Inversiones (BidLab).
Al completar su mandato en el Grupo BID aceptó servir como rector de la Universidad Privada Boliviana (UPB) por un período de tres años, para poner en marcha un proceso de transformaciones para elevar sus estándares hacia una universidad de clase mundial. También fue electo presidente de la Asociación de Estudios Latinoamericanos del Medio Oeste (MALAS) de Estados Unidos para el período 2022. En ese período le tocó enfrentar con éxito el surgimiento de la inteligencia artificial generativa, liderando la adaptación de la actividad docente a la nueva tecnología. El doctor Mayorga concluyó su período rectoral en septiembre de 2024.
Un año atrás, en 2023, se había puesto al frente de la creación de la Red de Inteligencia Artificial Latinoamericana (RIAL), que en un año consiguió aglutinar a más de doscientos especialistas de un centenar de universidades de dieciséis países de América Latina, sirviendo como su presidente hasta noviembre de 2024. Entre noviembre 2024 y junio 2025 representó a Centroamérica somo Asesor Senior en el directorio Banco Mundial 
A partir de julio 2025 asumió la presidencia de la "Asociación de Inteligencia Artificial Latinoamericana", un proyecto en formación con la misión de formar docentes en las mejores prácticas para incorporar la IA en la enseñanza universitaria.

## Trabajo literario
Mayorga escribió dos novelas en la prisión: La Puerta de los Mares (2001) y El Hijo de la Estrella (2003), ambas publicadas en Managua por LEA Grupo Editorial. En los años subsecuentes publicó cuentos y poesía ocasionalmente, volviendo al género de la novela en mayo de 2014 con El Filatelista (Ediciones Albertus, Managua). En 2016 publicó su cuarta novela, Cinco estrellas (Ediciones Albertus, Managua), que narra el ascenso al poder del dictador Anastasio Somoza García. En 2022 publica su quinta novela, Memorias de Somoza (Editorial Nuevo Milenio, Bolivia), que narra la visita del dictador Anastasio Somoza García y su esposa Salvadora a Estados Unidos, invitados especiales del Presidente. Su más reciente novela El póker de los coroneles (Editorial Nuevo Milenio, Bolivia), fue publicada en 2023, completando la trilogía sobre el gobierno de la familia Somoza en Nicaragua y su derrocamiento.

## Obras económicas
En 2007 publicó el libro Megacapitales de Nicaragua (Managua: Ediciones Albertus, 2007), un estudio sobre los principales grupos empresariales de Nicaragua, sus estrategias de negocios y sus implicaciones para el desarrollo económico. Su más reciente libro Nicaragua 2010: El Futuro de la Economía (Ediciones Albertus, 2008), es un análisis de los cambios estructurales de la economía nicaragüense como consecuencia del impacto de la demanda global de biocombustibles en los precios internacionales de los productos agropecuarios. Ambas obras continúan ejerciendo influencia en el debate sobre el futuro económico de Nicaragua. Recientemente ha publicado, como edición de autor, "Las Fronteras del Conocimiento: el ímpetu de la inteligencia artificial" (Amazon, 2025).